# Pesci (costellazione)
I Pesci (in latino Pisces, simbolo: ) sono una delle 88 costellazioni moderne, ed erano anche una delle 48 costellazioni elencate da Tolomeo. Sono una costellazione dello zodiaco, che si trova tra l'Aquario a sud-ovest e l'Ariete a est.

## Caratteristiche

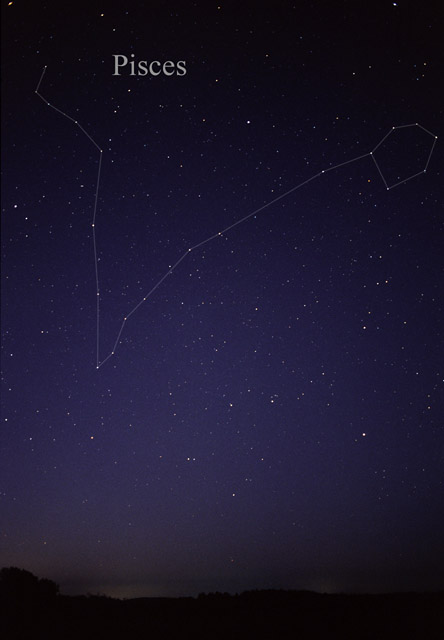
Pesci

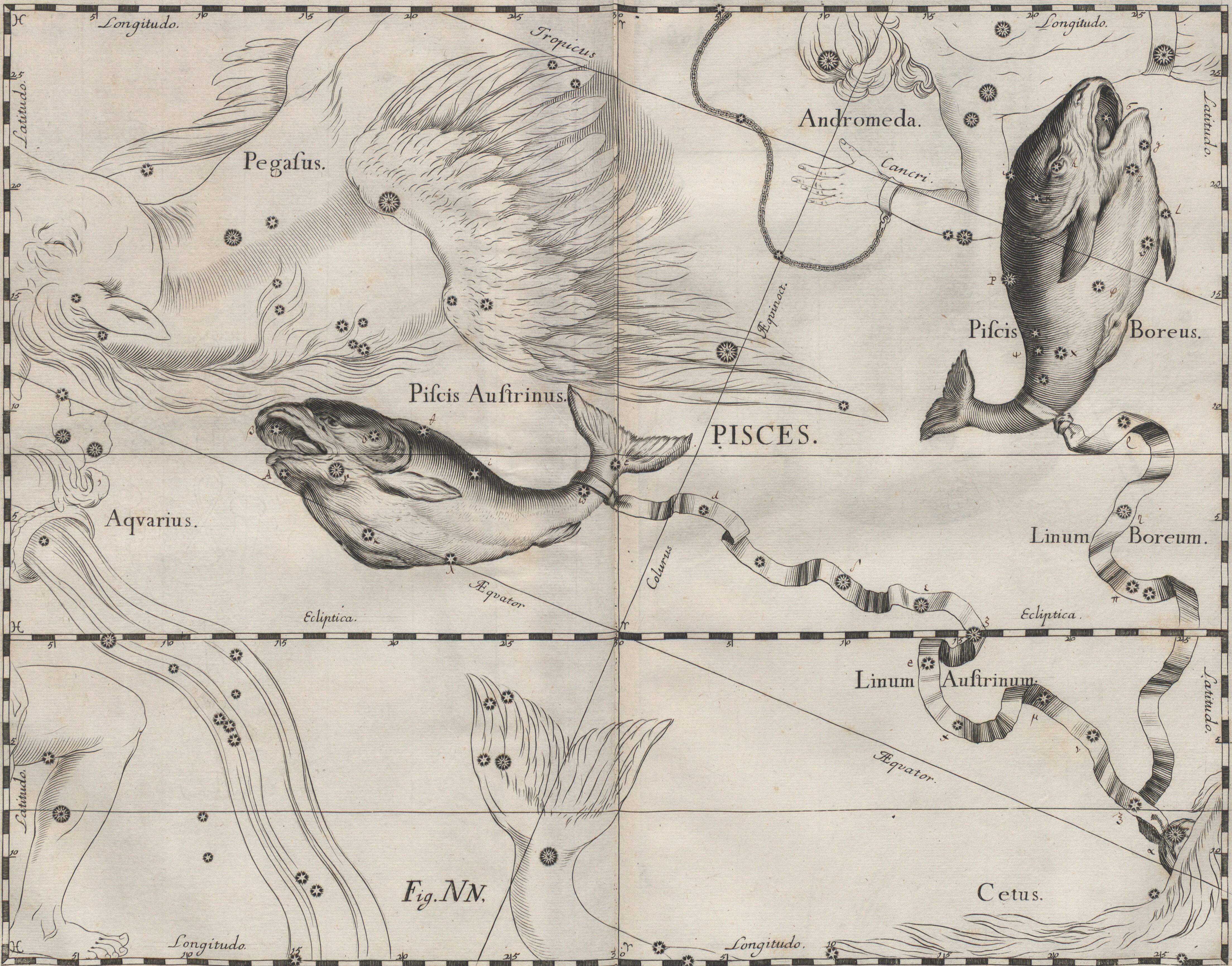
La costellazione dei Pesci rappresentata da Johannes Hevelius.

I Pesci è una costellazione piuttosto debole, la meno appariscente fra le costellazioni zodiacali: la stella più luminosa, η Piscium, ha una magnitudine apparente di solo 3,6. α Piscium è chiamata Alrisha, "il nodo", che sarebbe il nodo che tiene assieme i due pesci. La costellazione si estende a sudest del Quadrato di Pegaso, il grande asterismo che domina le notti autunnali nell'emisfero nord; la parte più facilmente riconoscibile è il gruppetto di stelle disposte a cerchio a sud del Quadrato, rappresentante uno dei due pesci e composto in prevalenza da astri di quarta magnitudine. Il punto in cui l'eclittica attraversa l'equatore celeste andando verso nord, il punto vernale o equinozio di primavera, si trova a circa 8° a sud della stella ω Piscium.
Gran parte della costellazione sta nell'emisfero nord, così da essere osservabile per buona parte dell'anno (da agosto a inizio marzo) dall'emisfero boreale; nell'emisfero sud invece è leggermente meno osservabile.

### Stelle principali
- η Piscium (Alpherg o Kullat) è una stella giallo-arancio di magnitudine 3,6, leggermente variabile, posta nella parte orientale della costellazione; la sua distanza è stimata sui 294 al
- γ Piscium (Simmah) è una stella gialla di magnitudine 3,70, distante 131 a.l.
- α Piscium (Alrisha) è una stella bianca di magnitudine 3,82, distante 139 a.l.
- ω Piscium (Vernalis) è una subgigante bianco-gialla di magnitudine 4,03, distante 106 a.l.

### Stelle doppie
La costellazione contiene un gran numero di stelle doppie ben osservabili anche con piccoli strumenti.
- La coppia prospettica formata dalle stelle 54 e 55 Piscium è la più larga ed è risolvibile anche con un binocolo; si tratta di due stelle di quinta magnitudine, una arancione e una giallastra.
- La 55 Piscium è a sua volta una stella doppia, con componenti di quinta e ottava grandezza separate da soli 6".
- 77 Piscium è risolvibile anche a bassi ingrandimenti; la primaria è di sesta magnitudine e la compagna appare di settima. Entrambe sono gialle.
- ζ Piscium è una stella di magnitudine 5,2 con una compagna di sesta grandezza a circa 24", risolvibile con un telescopio di medie dimensioni.
- ψ1 Piscium è una coppia di stelle bianche, entrambe di quinta magnitudine; la loro separazione di 30" le rendono risolvibili con un piccolo strumento.

| Principali stelle doppie |                                          |                                          |             |             |                                 |        |
| Nome                     | Coordinate equatoriali all'epoca J2000.0 | Coordinate equatoriali all'epoca J2000.0 | Magnitudine | Magnitudine | Separazione (in secondi d'arco) | Colore |
| Nome                     | AR                                       | Dec                                      | A           | B           | Separazione (in secondi d'arco) | Colore |
| 35 Piscium               | 00h 14m 59s                              | +08° 49′ 16″                             | 6,1         | 7,8         | 11,5                            | g + b  |
| 54-55 Piscium            | 00h 39m :                                | +21° 20′ :                               | 5,36        | 5,88        | 900                             | ar + g |
| 55 Piscium               | 00h 39m 56s                              | +21° 26′ 19″                             | 5,6         | 8,8         | 6,6                             | ar + g |
| 65 Piscium               | 00h 49m 53s                              | +27° 42′ 37″                             | 7,0         | 7,1         | 4,5                             | g + g  |
| ψ1 Piscium               | 01h 05m 42s                              | +21° 27′ 56″                             | 5,34        | 5,56        | 29,9                            | b + b  |
| 77 Piscium               | 01h 05m 49s                              | +04° 54′ 31″                             | 6,35        | 7,25        | 33,0                            | g + g  |
| HD 7215                  | 01h 12m 52s                              | +32° 04′ 30″                             | 6,98        | 8,78        | 19,5                            | b + b  |
| ζ Piscium                | 01h 13m 44s                              | +07° 34′ 32″                             | 5,24        | 6,30        | 24,0                            | b + g  |
| 100 Piscium              | 01h 34m 52s                              | +12° 33′ 31″                             | 7,3         | 8,5         | 15,7                            | b + b  |

### Stelle variabili
La costellazione dei Pesci ospita alcune stelle variabili le cui oscillazioni sono apprezzabili anche ad occhio nudo.
Una delle più facili da individuare è la TX Piscium (nota anche come 19 Piscium), grazie al fatto che costituisce la chiusura a oriente del cerchio di stelle che costituiscono il pesce meridionale; le sue oscillazioni sono percepibili anche ad occhio nudo, essendo comprese fra la quarta e la quinta magnitudine. Il suo periodo è però irregolare.
Sempre fra le irregolari vi è la XZ Piscium, che oscilla di pochi decimi di magnitudine; fra le semiregolari la più luminosa è la TV Piscium, che in circa un mese e mezzo oscilla fra la magnitudine 4,6 e la 5,4, variazione percepibile quindi ad occhio nudo.
| Principali stelle variabili |                                          |                                          |             |             |                  |                                 |
| Nome                        | Coordinate equatoriali all'epoca J2000.0 | Coordinate equatoriali all'epoca J2000.0 | Magnitudine | Magnitudine | Periodo (giorni) | Tipo                            |
| Nome                        | AR                                       | Dec                                      | Max.        | Min.        | Periodo (giorni) | Tipo                            |
| R Piscium                   | 01h 30m 38s                              | +02° 52′ 54″                             | 7,0         | 14,8        | 344,50           | Mireide                         |
| SZ Piscium                  | 23h 13m 24s                              | +02° 40′ 32″                             | 7,18        | 7,72        | 3,9658           | Eclisse                         |
| TV Piscium                  | 00h 28m 03s                              | +17° 53′ 35″                             | 4,65        | 5,42        | 49,1             | Semiregolare pulsante           |
| TX Piscium (19 Psc)         | 23h 46m 24s                              | +03° 29′ 13″                             | 4,79        | 5,20        | —                | Irregolare (Stella al carbonio) |
| WW Piscium                  | 00h 59m 50s                              | +06° 29′ 00″                             | 5,97        | 6,11        | —                | Irregolare                      |
| WZ Piscium                  | 02h 06m 12s                              | +08° 14′ 53″                             | 6,20        | 6,38        | 20:              | Semiregolare                    |
| XZ Piscium                  | 23h 54m 47s                              | +00° 06′ 34″                             | 5,61        | 5,97        | —                | Irregolare                      |
| YY Piscium                  | 00h 01m 58s                              | −06° 00′ 51″                             | 4,31        | 4,41        | —                | Irregolare                      |

## Oggetti del profondo cielo

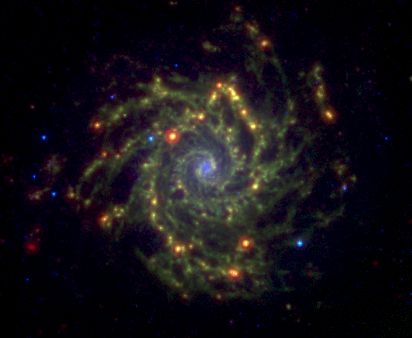
M74, una galassia spirale di facile osservazione.

La costellazione dei Pesci mostra una parte del cielo profondo all'esterno della Via Lattea, caratteristica che consente di poter osservare senza intralci le galassie esterne; tuttavia, sono poche le galassie luminose visibili in questa costellazione.
L'unica relativamente notevole è M74, una galassia spirale estesa ma non molto luminosa, osservata da Charles Messier, che si trova appena a nordest di η Piscium; può essere osservata con un piccolo telescopio, in cui appare come una macchia circolare chiara. Un'altra galassia alla portata di piccoli strumenti è NGC 488, nel sud della costellazione, che possiede dei bracci di spirale avvolti molto strettamente attorno al suo nucleo.
Fra le altre galassie, si segnalano NGC 3 e NGC 4, molto deboli, la cui unica particolarità è quella di essere il terzo e quarto oggetto del catalogo NGC.
Nei Pesci sono pure presenti alcuni ammassi di galassie, in particolare nella parte settentrionale e sudorientale, ma si tratta di oggetti molto remoti e composti da galassie poco appariscenti.
| Principali oggetti non stellari |                                          |                                          |          |             |                                        |              |
| Nome                            | Coordinate equatoriali all'epoca J2000.0 | Coordinate equatoriali all'epoca J2000.0 | Tipo     | Magnitudine | Dimensioni apparenti (in primi d'arco) | Nome proprio |
| Nome                            | AR                                       | Dec                                      | Tipo     | Magnitudine | Dimensioni apparenti (in primi d'arco) | Nome proprio |
| NGC 315                         | 00h 57m 49s                              | +30° 21′ 09″                             | Galassia | 11,3        | 3,2 × 2,0                              |              |
| NGC 420                         | 01h 12m 09.6s                            | +32° 07′ 23″                             | Galassia | 13,9        | 2,0 × 2,0                              |              |
| NGC 488                         | 01h 21m 47s                              | +05° 15′ 25″                             | Galassia | 10,6        | 5,2 × 3,9                              |              |
| NGC 524                         | 01h 24m 48s                              | +09° 32′ 21″                             | Galassia | 10,5        | 2,8 × 2,8                              |              |
| M74                             | 01h 36m 42s                              | +15° 47′ 01″                             | Galassia | 9,4         | 10,5 × 9,5                             |              |
| NGC 660                         | 01h 43m 02s                              | +13° 38′ 34″                             | Galassia | 11,4        | 8,3 × 3,2                              |              |
| NGC 741                         | 01h 56m 21s                              | +05° 37′ 44″                             | Galassia | 11,5        | 3,0 × 2,9                              |              |

## Sistemi planetari
Alcuni dei sistemi planetari contenuti nella costellazione dei Pesci sono noti già dall'inizio degli anni duemila. 109 Piscium possiede un pianeta con una massa superiore a sei volte quella di Giove disposto su un'orbita eccentrica alla distanza di oltre 2 au; 54 Piscium possiede invece un pianeta dalla massa paragonabile a quella di Saturno, estremamente vicino alla sua stella madre. HD 217107 possiede invece due pianeti di massa superiore a quella gioviana, il più interno dei quali è un pianeta gioviano caldo, mentre il secondo si trova a oltre 4 UA di distanza dalla sua stella madre.
| Sistemi planetari |                                          |                                          |             |                    |                              |
| Nome del sistema  | Coordinate equatoriali all'epoca J2000.0 | Coordinate equatoriali all'epoca J2000.0 | Magnitudine | Tipo di stella     | Numero di pianeti confermati |
| Nome del sistema  | AR                                       | Dec                                      | Magnitudine | Tipo di stella     | Numero di pianeti confermati |
| HD 217107         | 22h 58m 16s                              | −02° 23′ 43″                             | 6,17        | Subgigante gialla  | 2 (b - c)                    |
| 54 Piscium        | 00h 39m 22s                              | +21° 15′ 05″                             | 5,88        | Nana arancione     | 1 (b)                        |
| HD 4203           | 00h 44m 27s                              | +26° 30′ 56″                             | 7,79        | Nana gialla        | 1 (b)                        |
| HD 8574           | 01h 25m 13s                              | +28° 34′ 00″                             | 7,11        | Nana bianco-gialla | 1 (b)                        |
| 109 Piscium       | 01h 44m 56s                              | +20° 05′ 00″                             | 6,27        | Subgigante gialla  | 1 (b)                        |
| HD 3167           | 0h 34m 57s                               | +04° 22′ 53″                             | 11          | Nana arancione     | 4 (b - c - d -e)             |
| Gliese 12         | 00h 15m 49s                              | +13° 33′ 22″                             | 12,6        | Nana rossa         | 1 (b)                        |

## Mitologia

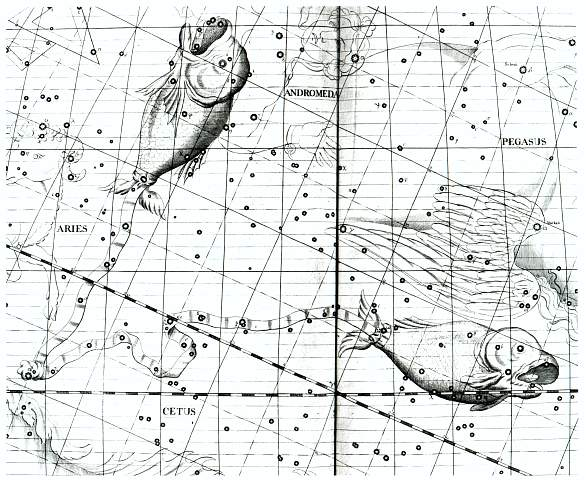
Una cordicella unisce le code dei due Pesci. Da Atlas Coelestis di John Flamsteed.

Una convincente indicazione che i Greci ereditarono questa costellazione dai Babilonesi è che gli eventi mitologici che la riguardano si sarebbero verificati attorno al fiume Eufrate. La storia costituisce il seguito di un episodio molto antico della mitologia greca, nel corso del quale gli dei dell'Olimpo avevano sconfitto i Titani e i Giganti nella lotta per la supremazia. La Madre Terra, conosciuta anche come Gea, riservò agli dei un'altra sgradevole sorpresa. Si accoppiò con Tartaro, la regione più bassa del Mondo dell'Oltretomba dove Zeus aveva imprigionati i Titani, e da quest'unione poco promettente nacque Tefeo, il mostro più terribile che al mondo fosse mai stato dato vedere.
Secondo Esiodo, Tefeo aveva cento teste di drago. Lanciava fiamme dagli occhi e dalle bocche guizzavano lingue nere e fuoriusciva una cacofonia di suoni: a volte erano voci eteree che gli dei riuscivano a comprendere, mentre altre volte Tefeo muggiva come un bue, ruggiva come un leone, guaiva come un cucciolo, o sibilava come un covo di vipere.
Gea mandò questo mostro tremendo ad attaccare gli dei; Pan lo vide arrivare e con un grido avvisò gli altri. Poi si tuffò nel fiume tramutandosi in pesca-capra, rappresentato nella costellazione del Capricorno, anche quella ereditata dai Babilonesi.
Afrodite e suo figlio Eros si rifugiarono fra le canne sulla sponda del fiume Eufrate, ma quando il vento fece frusciare la boscaglia Afrodite si spaventò. Tenendo Eros in grembo invocò l'aiuto delle ninfe e saltò nel fiume. Secondo una versione della storia, due pesci vennero fuori dall'acqua e trasportarono Afrodite ed Eros sui loro dorsi, ma in un'altra versione sono i due profughi che vengono tramutati in pesci. I mitologi sostennero che a causa di questa storia i Siriani non mangiavano pesce. Una storia alternativa, riportata da Igino nelle Fabulae, è che un uovo cadde nell'Eufrate e fu spinto a riva da alcuni pesci. Delle colombe si accovacciarono sull'uovo e da quello uscì Afrodite che, in segno di gratitudine, pose i pesci in cielo. Eratostene scrisse che i pesci rappresentati nella costellazione dei Pesci erano figliolanza di un altro pesce, quello della costellazione del Pesce Australe.
Nel cielo i due Pesci sono raffigurati che nuotano in direzioni opposte, con le code tenute insieme da una cordicella. I Greci non offrirono spiegazioni soddisfacenti per questo legame, ma secondo lo storico Paul Kunitzsch i Babilonesi in questa zona vedevano due pesci uniti da una corda; quindi è evidente che i Greci presero in prestito quell'immagine sebbene nel frattempo si fosse perso il significato della corda.
Dal punto di vista della brillantezza quella dei Pesci è una costellazione deludente; le sue stelle più brillanti sono solo di IV grandezza. Alfa dei Pesci si chiama Alrescha, dall'arabo «corda». Si trova nel punto in cui le cordicelle che uniscono i due pesci sono annodate. Questa costellazione è importante perché contiene il punto in cui ogni anno il Sole attraversa l'equatore celeste per passare nell'emisfero boreale. Questo punto, che si chiama equinozio di primavera, originariamente si trovava in Ariete, ma si è spostato nei Pesci a causa della lenta oscillazione della Terra sul suo asse, detta precessione.

## La costellazione e il cristianesimo
Nel 7 a.C., possibile anno della nascita di Gesù, si sarebbe verificata una tripla congiunzione di Giove, Saturno e Marte nella costellazione dei Pesci. Questo fenomeno astrologico nel cielo sarebbe apparso come la nota Stella di Betlemme che indicò ai Magi la strada da seguire per giungere dal Messia appena nato.
La storia di Gesù mostra poi altre analogie con i Pesci: il simbolo del cristianesimo fu in origine un pesce; molti dei suoi discepoli furono pescatori; un miracolo di Gesù fu la moltiplicazione dei pani e dei pesci.
Inoltre, la nascita di Gesù corrisponderebbe con l'entrata nell'era astrologica dei Pesci - preceduta dall'era dell'Ariete e succeduta dall'era dell'Acquario - la quale si basa sulla precessione degli equinozi: l'equinozio cambia ogni 2160 anni circa. Ciò ha conferito a questa costellazione una forte simbologia, ed è stata spesso associata alla fine dei tempi.

## Astrologia
A causa del fenomeno della precessione degli equinozi, non esiste più alcuna corrispondenza sulla volta celeste fra la costellazione astronomica dei Pesci e il relativo segno zodiacale, sebbene, secondo gli astrologi, le caratteristiche ascritte in astrologia al segno zodiacale corrispondente sarebbero in realtà relative al simbolismo della figura che le stelle nella volta celeste ritraggono, e non come erroneamente si pensa alla loro intrinseca posizione.